# Alberto Machado
Alberto Machado est un boxeur portoricain né le 9 septembre 1990 à San Juan.

## Carrière
Passé professionnel en 2012, il devient champion du monde des poids super-plumes WBA le 21 octobre 2017 après sa victoire par KO au 8e round contre Jezreel Corrales. Gervonta Davis remporte le titre de super champion WBA le 21 avril 2018 en battant Jesus Cuellar, reléguant ainsi Machado au titre de champion régulier. Il conserve néanmoins son invincibilité en battant Rafael Mensah le 21 juillet 2018 puis Yuandale Evans le 27 octobre suivant avant de subir sa première défaite le 9 février 2019 contre Andrew Cancio. Machado perd également le combat revanche le 21 juin 2019 par KO au troisième round.